# Grand Prix-wegrace van Spanje 1966
De Grand Prix-wegrace van Spanje 1966 was de eerste Grand Prix van wereldkampioenschap wegrace voor motorfietsen in het seizoen 1966. De races werden verreden op 8 mei 1966 op het Circuito de Montjuïc, een stratencircuit bij de berg Montjuïc ten zuidwesten van Barcelona. Alleen de 50cc-klasse, de 125cc-klasse en de 250cc-klasse kwamen aan de start.

## Algemeen
De Spaanse Grand Prix zou aanvankelijk net als voorgaande jaren ook een zijspanrace krijgen, maar die werd eind februari al geschrapt toen duidelijk werd dat de lage startgelden te weinig coureurs zouden aantrekken.

## 250cc-klasse
In de eerste 250cc-race van 1966 in Spanje viel Jim Redman al in de eerste ronde, waarbij zijn Honda RC 166 zescilinder geheel uitbrandde. Zijn teamgenoot Mike Hailwood won de race met grote overmacht. Derek Woodman, die met een MZ tweede werd, had een ronde achterstand. Montjuïc was echter een kort circuit, slechts 3.790 meter lang. Op de derde plaats finishte Renzo Pasolini met een Aermacchi Ala d'Oro 350. Er waren veel uitvallers in deze race: Tarquinio Provini (Benelli) viel op de tweede plaats liggend uit door gebroken klepveren, Phil Read en Bill Ivy (Yamaha RD 05) startten slecht en vielen allebei uit door ontstekingsproblemen en Ginger Molloy (Bultaco), die op dat moment tweede was, viel uit door een gebroken voorketting.
| Pos | Coureur          | Merk      | Tijd      | Punten |
| --- | ---------------- | --------- | --------- | ------ |
| 1   | Mike Hailwood    | Honda     | 1:03"26'0 | 8      |
| 2   | Derek Woodman    | MZ        | +1 ronde  | 6      |
| 3   | Renzo Pasolini   | Aermacchi | +1 ronde  | 4      |
| 4   | Jack Findlay     | Bultaco   | +1 ronde  | 3      |
| 5   | Kent Andersson   | Husqvarna | +2 ronden | 2      |
| 6   | Heinz Rosner     | MZ        | +2 ronden | 1      |
| 7   | Ramiro Blanco    | Bultaco   | +2 ronden |        |
| 8   | Martin Carney    | Bultaco   | +3 ronden |        |
| 9   | Grant Gibson     | Yamaha    | +3 ronden |        |
| 10  | Anders Bengtsson | Husqvarna | +4 ronden |        |

| Coureur   | Merk   | Oorzaak  |
| --------- | ------ | -------- |
| Mike Duff | Yamaha | Blessure |

| Coureur           | Merk          | Oorzaak          |
| ----------------- | ------------- | ---------------- |
| Barry Smith       | Derbi         |                  |
| Jorgen Nielsen    | Yamaha        |                  |
| Angel Sanjuán     | Bultaco       |                  |
| Enrique Escuder   | Bultaco       |                  |
| Enrique Sirera    | Montesa       |                  |
| José Medrano      | Bultaco       |                  |
| Salvador Cañellas | Montesa       |                  |
| Santiago Herrero  | Lube-NSU      |                  |
| J. Rodés          | Sanglas       |                  |
| Jacques Roca      | Derbi         |                  |
| Bill Ivy          | Yamaha        | Ontsteking       |
| Dave Simmonds     | Honda         |                  |
| Derek Minter      | Cotton        |                  |
| Fron Purslow      | DMW           |                  |
| Percy Tait        | Royal Enfield |                  |
| Phil Read         | Yamaha        | Ontsteking       |
| Rex Avery         | EMC           |                  |
| Tommy Robb        | Bultaco       |                  |
| Francesco Villa   | Montesa       |                  |
| Gilberto Milani   | Aermacchi     |                  |
| Tarquinio Provini | Benelli       | Klepveren        |
| Carlos Vecchi     | Bultaco       |                  |
| Ginger Molloy     | Bultaco       | Primaire ketting |
| Luis Tarazona     | Bultaco       |                  |
| Bruce Beale       | Honda         |                  |
| Jim Redman        | Honda         | Val              |

| Coureur           | Merk             |
| ----------------- | ---------------- |
| Kevin Cass        | Bultaco          |
| Len Atlee         | Cotton           |
| Gyula Marsovszky  | Bultaco          |
| František Šťastný | Jawa             |
| Günter Beer       | Honda            |
| Daniel Lhéraud    | Yamaha           |
| Bill Smith        | Bultaco          |
| Bob Anderson      | Yamaha           |
| Jim Curry         | Honda            |
| Peter Inchley     | Bultaco-Villiers |
| Selwyn Griffiths  | Royal Enfield    |
| Stuart Graham     | Honda            |
| Alberto Pagani    | Aermacchi        |
| Giuseppe Visenzi  | Aermacchi        |
| Akiyasu Motohashi | Yamaha           |
| Hiroshi Hasegawa  | Yamaha           |

## 125cc-klasse
In de eerste 125cc-race werd vooral het team van Suzuki geplaagd door pech. Hans Georg Anscheidt viel in de vierde ronde uit met een defecte ontsteking en Hugh Anderson had hetzelfde probleem. Frank Perris haalde de streep evenmin. Heinz Rosner (MZ), viel zelfs enkele honderden meters voor de eindstreep stil met en defecte zuiger. Hij was op dat moment vierde. De echte strijd ging tussen de tweecilinder tweetakt-Yamaha RA 97 en de vijfcilinder viertakt-Honda RC 149. Uiteindelijk won Bill Ivy (Yamaha) zijn eerste Grand Prix, Luigi Taveri (Honda) werd tweede, Ralph Bryans (Honda) derde en Phil Read (Yamaha) vierde. Read was feitelijk de snelste op de baan, maar had een slechte start gehad.
| Pos | Coureur         | Merk    | Tijd      | Punten |
| --- | --------------- | ------- | --------- | ------ |
| 1   | Bill Ivy        | Yamaha  | 54"33'07  | 8      |
| 2   | Luigi Taveri    | Honda   | +17'68    | 6      |
| 3   | Ralph Bryans    | Honda   | +43'16    | 4      |
| 4   | Phil Read       | Yamaha  | +51'32    | 3      |
| 5   | Francesco Villa | Montesa | +1"23'69  | 2      |
| 6   | José Medrano    | Bultaco | +1 ronde  | 1      |
| 7   | Dave Simmonds   | Tohatsu | +1 ronde  |        |
| 8   | Martin Carney   | Bultaco | +1 ronde  |        |
| 9   | Bruce Beale     | Honda   | +1 ronde  |        |
| 10  | Jorge Sirera    | Montesa | +2 ronden |        |
| 11  | Grant Gibson    | Bultaco | +2 ronden |        |
| 12  | A. Tassoni      | Tohatsu | +3 ronden |        |

| Coureur   | Merk   | Oorzaak  |
| --------- | ------ | -------- |
| Mike Duff | Yamaha | Blessure |

| Coureur              | Merk     | Oorzaak    |
| -------------------- | -------- | ---------- |
| Barry Smith          | Derbi    |            |
| Jack Findlay         | Bultaco  |            |
| Frank Perris         | Suzuki   | Ontsteking |
| Heinz Rosner         | MZ       | Zuiger     |
| Hans Georg Anscheidt | Suzuki   | Ontsteking |
| Rudolf Kunz          | Bultaco  |            |
| Abel Cucurella       | Bultaco  |            |
| Angel Sanjuán        | Bultaco  |            |
| Enrique Escuder      | Bultaco  |            |
| José Maria Busquets  | Montesa  |            |
| Ramiro Blanco        | Bultaco  |            |
| Salvador Cañellas    | Derbi    |            |
| Santiago Herrero     | Lube-NSU |            |
| Jacques Roca         | Bultaco  |            |
| Derek Woodman        | MZ       |            |
| Fron Purslow         | Ducati   |            |
| George Ashton        | Honda    |            |
| Rex Avery            | EMC      |            |
| Tommy Robb           | Bultaco  |            |
| Yoshimi Katayama     | Suzuki   |            |
| Ginger Molloy        | Bultaco  |            |
| Hugh Anderson        | Suzuki   | Ontsteking |
| Eglis Sagrera        | Bultaco  |            |
| Gastón Biscia        | Bultaco  |            |
| K. Samardjian        | Bultaco  |            |

| Coureur           | Merk   |
| ----------------- | ------ |
| Friedhelm Kohlar  | MZ     |
| Hartmut Bischoff  | MZ     |
| Herbert Mann      | MZ     |
| Walter Scheimann  | Honda  |
| Mike Hailwood     | Honda  |
| Peter Williams    | EMC    |
| Akiyasu Motohashi | Yamaha |
| Mitsuo Itoh       | Suzuki |
| Yasuharu Yuzawa   | Yamaha |

## 50cc-klasse
Voor Hans Georg Anscheidt was 1965 eigenlijk een verloren jaar geweest, omdat zijn 50cc-Kreidler niet opgewassen was tegen de snelle Honda's en Suzuki's. In 1966 was hij in dienst van Suzuki en in de openingsrace in Spanje had hij een slechte start. Hij begon aan een geweldige inhaalrace en moest met de Suzuki RK 66 alleen het hoofd buigen voor Luigi Taveri (Honda RC 116). De Honda bleek ook erg snel: Taveri reed gemiddeld 7,2 km/h sneller dan Hugh Anderson in 1965 had gedaan en zelfs slechts 1,4 km/h langzamer dan Bill Ivy in de 125cc-klasse. In de 50cc-race werd Ralph Bryans (Honda) derde.
| Pos | Coureur              | Merk   | Tijd      | Punten |
| --- | -------------------- | ------ | --------- | ------ |
| 1   | Luigi Taveri         | Honda  | 29"19'20  | 8      |
| 2   | Hans Georg Anscheidt | Suzuki | +11'62    | 6      |
| 3   | Ralph Bryans         | Honda  | +13'67    | 4      |
| 4   | Hugh Anderson        | Suzuki | +17'45    | 3      |
| 5   | Ángel Nieto          | Derbi  | +1"58'70  | 2      |
| 6   | Barry Smith          | Derbi  | +1 ronde  | 1      |
| 7   | Martin Carney        | Derbi  | +1 ronde  |        |
| 8   | George Ashton        | Honda  | +1 ronde  |        |
| 9   | Enrique Escuder      | Derbi  | +2 ronden |        |

| Coureur             | Merk     | Oorzaak |
| ------------------- | -------- | ------- |
| Yoshimi Katayama    | Suzuki   |         |
| Rudolf Kunz         | Kreidler |         |
| José Maria Busquets | Derbi    |         |
| Jacques Roca        | Derbi    |         |
| Jorgen Nielsen      | Derbi    |         |
| Salvador Cañellas   | Derbi    |         |
| Jaime Garriga       | Derbi    |         |
| Francisco Cufi      | Derbi    |         |

| Coureur        | Merk        | Oorzaak    |
| -------------- | ----------- | ---------- |
| Jack Findlay   | Bridgestone | Teambeleid |
| Isao Morishita | Bridgestone | Teambeleid |

| Coureur         | Merk     |
| --------------- | -------- |
| André Roth      | Derbi    |
| Ernst Degner    | Suzuki   |
| Oswald Dittrich | Kreidler |
| Brian Gleed     | Honda    |
| Dave Simmonds   | Honda    |
| Tommy Robb      | Suzuki   |
| Mitsuo Itoh     | Suzuki   |
| Cees van Dongen | Kreidler |

1950 · 1951 · 1952 · 1953 · 1954 · 1955 · 1957 · 1958 · 1959 · 1960 · 1961 · 1962 · 1963 · 1964 · 1965 · 1966 · 1967 · 1968 · 1969 · 1970 · 1971 · 1972 · 1973 · 1974 · 1975 · 1976 · 1977 · 1978 · 1979 · 1980 · 1981 · 1982 · 1983 · 1984 · 1985 · 1986 · 1987 · 1988 · 1989 · 1990 · 1991 · 1992 · 1993 · 1994 · 1995 · 1996 · 1997 · 1998 · 1999 · 2000 · 2001 · 2002 · 2003 · 2004 · 2005 · 2006 · 2007 · 2008 · 2009 · 2010 · 2011 · 2012 · 2013 · 2014 · 2015 · 2016 · 2017 · 2018 · 2019 · 2020 · 2021 · 2022 · 2023 · 2024 · 2025